# Phoenix reclinata
Phoenix reclinata är en enhjärtbladig växtart som beskrevs av Nikolaus Joseph von Jacquin. Phoenix reclinata ingår i släktet Phoenix och familjen Arecaceae. Inga underarter finns listade i Catalogue of Life.

## Bildgalleri

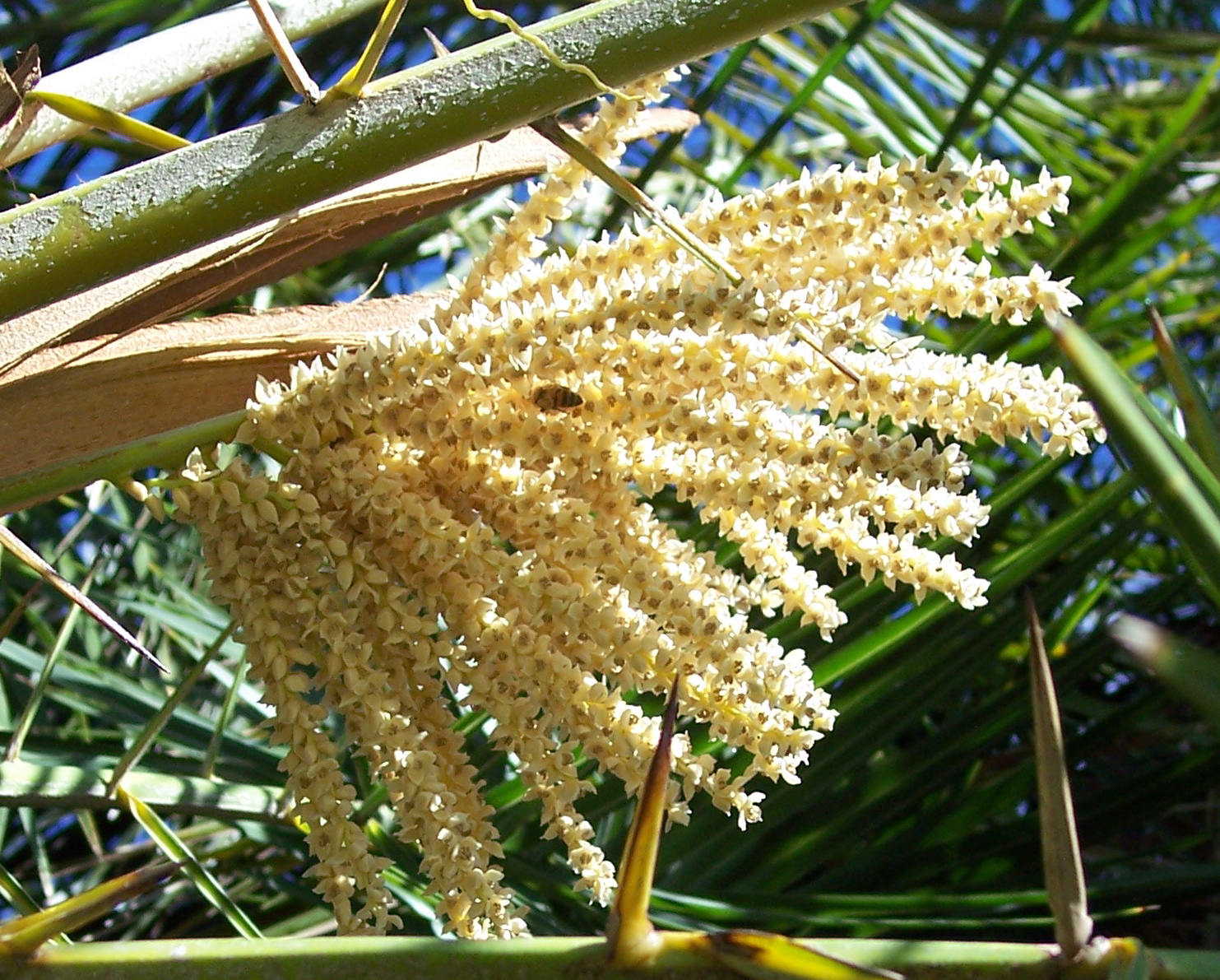
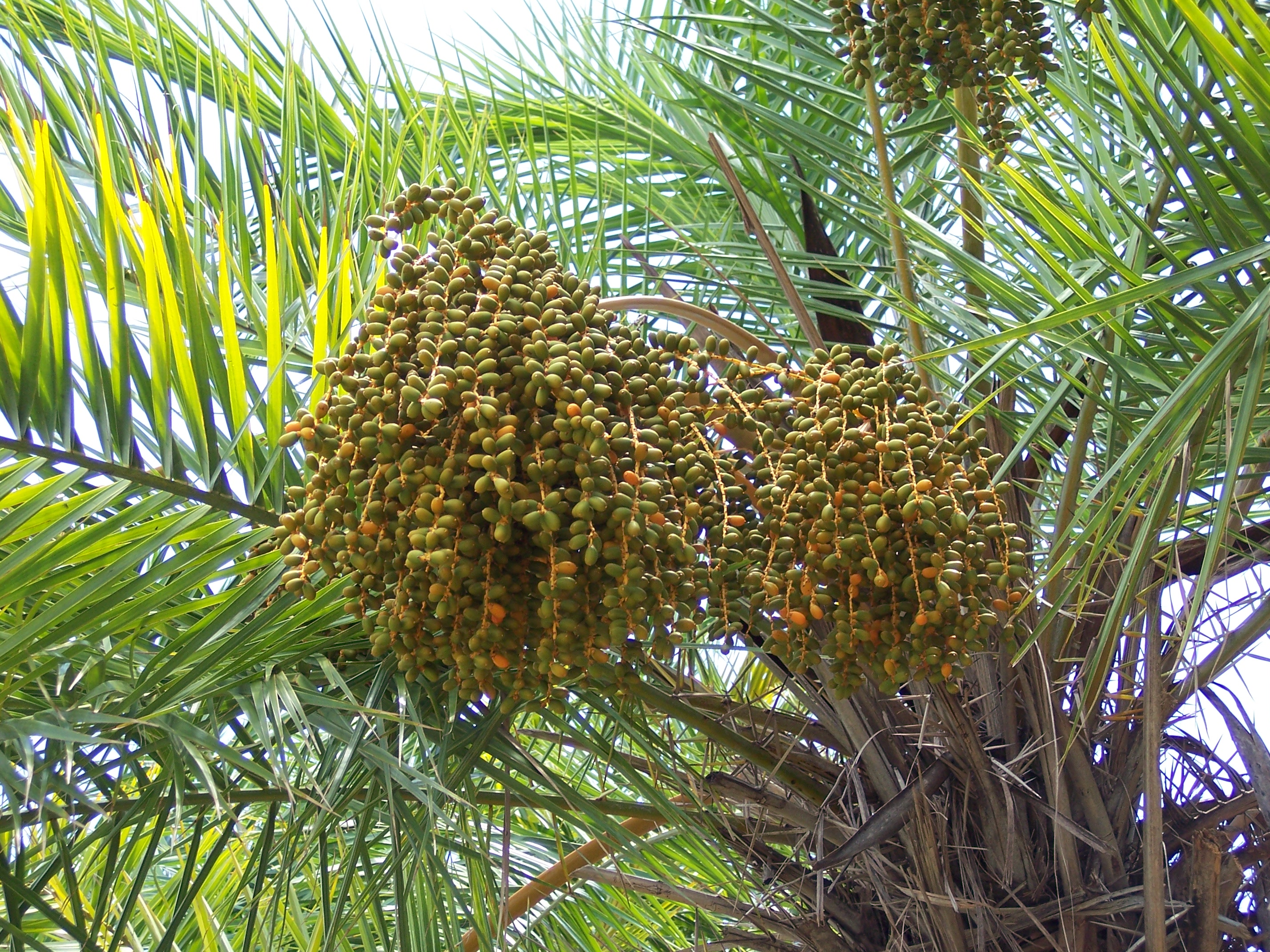